# Neckera rotundata
Neckera rotundata är en bladmossart som beskrevs av Brotherus in Skottsberg 1924. Neckera rotundata ingår i släktet fjädermossor, och familjen Neckeraceae. Inga underarter finns listade i Catalogue of Life.